# 史特拉汶斯基撞擊坑
史特拉汶斯基撞擊坑（英語：Stravinsky）是位於水星的撞擊坑，中心座標50.5°N, 73°W，直徑170公里，以俄羅斯作曲家伊戈尔·费奥多罗维奇·斯特拉文斯基命名。
該撞擊坑底部相當平坦，並且覆蓋在更古老的撞擊坑毗耶娑撞擊坑上。